# Tricobotrio

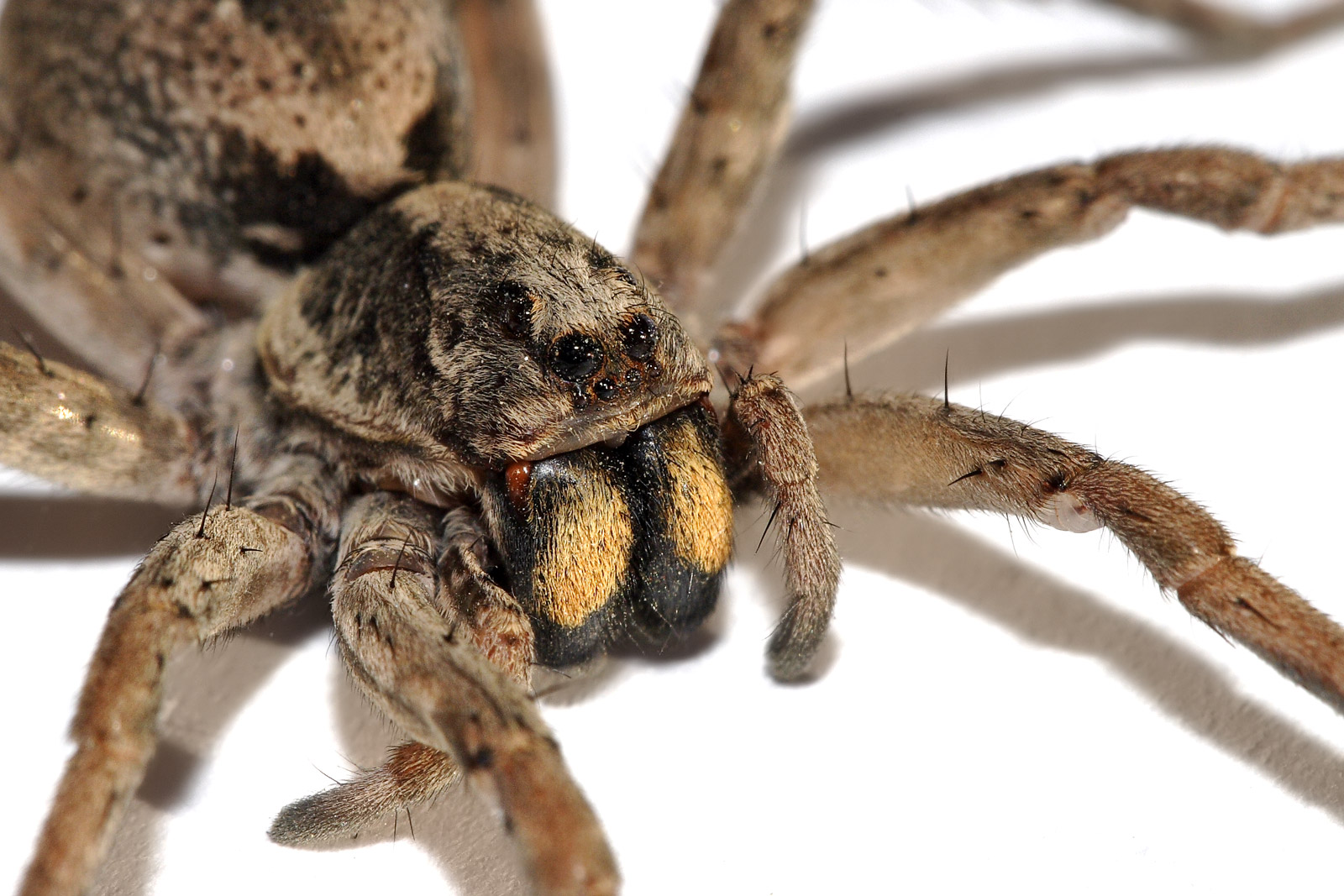
Sulle zampe di questo ragno licosida sono ben visibili i tricobotrii

I tricobotrii sono peli o spine di forma allungata che hanno funzioni sensorie di tipo meccanico, specializzati soprattutto nel percepire movimenti d'aria, anche lievi.
Il termine deriva dal greco τριχοβοθρίον, (trichobothrìon), parola composta da θρίξ, τριχός, (thrìx, trichòs), che significa pelo, capello, setola, e βοθρίον, (bothrìon), dal significato di fossetta, piccolo incavo, ad indicarne il punto di innesto.

## Morfologia
Il tricobotrio negli Aracnidi è costituito da una setola che fuoriesce da un botrio o botridio a forma di coppetta o di piccolo invaso. All'interno il tricobotrio si fa molto sottile e, attraverso una membrana cuticolare alla quale è fissato, è posto in comunicazione con una dendrite sensoriale che comunica le variazioni del flusso d'aria esterno al sistema nervoso centrale.
All'estremità di questa connessione mobile vi sono almeno 4 neuroni che percepiscono, a seconda del segnale, le direzione e l'intensità del flusso d'aria in arrivo. Sono proprio tali particolarità di quest'organo sensoriale a consentire ad un ragno, anche se cieco, di percepire subito l'avvicinarsi di un insetto e di attivarsi per catturarlo.

## Tassonomia
La distribuzione di queste spine sugli arti dei ragni è un carattere tassonomico utile alla determinazione della specie e del genere e viene denominata chetotassi.

## Distribuzione
Sono presenti negli Artropodi, in modo particolare in vari ordini di Aracnidi, eccetto i Ricinulea, gli opilionidi e i solifugi; negli scorpioni la loro distribuzione è spesso determinante per la corretta classificazione tassonomica a livello di genere e specie.
Sono anche di valido aiuto nella classificazione di insetti quali: Miridae, Heteroptera, Rhynchota e Rhopalidae.